# Il capitano (film 1991)
Il capitano è un film del 1991 diretto da Jan Troell.

## Riconoscimenti
Guldbagge - 1992
Miglior film
Candidatura a migliore attore a Antti Reini
Candidatura a migliore sceneggiatura a Per Olov Enquist
Candidatura a migliore fotografia a Jan Troell